# Edificio Atelier
El edificio Atelier es considerado el primer edificio moderno de la ciudad de La Paz.Se encuentra ubicado en la Avenida Villazón, en el centro de la ciudad. Fue intervenido en 2019 a través del Programa de Intervenciones Urbanas financiado por el Estado boliviano,par convertirse en el Centro de la Juventud, lenguajes y tecnologías.
El complejo  fue diseñado y construido en 1931 por los hermanos Luis y Alberto Iturralde, inspirados e influenciados por la arquitectura moderna racionalista francesa.

## Construcción
En 1931, los hermanos Iturralde iniciaron las obras de construcción en un momento particularmente complejo debido a dos problemas importantes: la carencia de los materiales de construcción que serían empleados en la obra y la poca experiencia de la mano de obra con la que contaba la ciudad. La construcción fue interrumpida por un periodo de cuatro años debido a la Guerra del Chaco, pero finalmente en 1935 los arquitectos lograron terminar la obra.

## Características
El edificio tiene seis pisos. El subsuelo era utilizado como depósito, en el primer piso había tiendas y en las demás plantas dos departamentos de dimensiones amplias en cada uno.
La estructura del edificio está compuesta por paredes de adobe y piedra, vigas a base de rieles de tren, losas y columnas, y su diseño pertenece al estilo cubista, integra balcones con barandas náuticas, escaleras en forma de U, ventanales amplios,  buscando la horizontalidad en toda la estructura.
La construcción innovó tanto en la arquitectura como en la forma de vida. Es probable que también haya estado proyectada para extranjeros que tenían otros hábitos y diferentes costumbres. El Atelier se transformó en una construcción muy importante dentro de la arquitectura nacional, logrando inaugurar la era arquitectónica racionalista, de vanguardia para el país.
| Predecesor: Principado de La Glorieta | Edificio más alto de Bolivia 1935–1947 | Sucesor: Monoblock |